# Patrick Sensburg
Patrick Sensburg (Paderborn, 1971. június 25. –) német politikus. (CDU)

## Karrier
2009-ben a Bundestag tagja lett.

## Írások
- Patrick Sensburg: Die großen Juristen des Sauerlandes. 22 Biographien herausragender Rechtsgelehrter F.W. Becker, Arnsberg, 2002,  ISBN 978-3-930264-45-2.